# آسبکه
آسبکه (به آلمانی: Asbeke) یک رود در آلمان است که در هرفورد (ناحیه) واقع شده‌است.